# وایت کلی (آریزونا)
وایت کلی (به انگلیسی: White Clay) یک منطقهٔ مسکونی در ایالات متحده آمریکا است که در شهرستان آپاچی، آریزونا واقع شده‌است. وایت کلی ۲٬۲۹۰٫۹ متر بالاتر از سطح دریا واقع شده‌است.